# Taranidaphne
Taranidaphne é um gênero de gastrópodes pertencente a família Raphitomidae.

## Espécies
- Taranidaphne amphitrites (Melvill & Standen, 1903)[2]
- Taranidaphne beblammena (Sturany, 1903)
- Taranidaphne dufresnei Morassi & Bonfitto, 2001[3]
- Taranidaphne hongkongensis (Sowerby III, 1889)[4]
- Taranidaphne nereidum (Melvill & Standen, 1903)[5]